# Шилов, Николай Александрович
Никола́й Алекса́ндрович Ши́лов (28 июня (10 июля) 1872, Москва — 17 августа 1930, Гагра) — русский и советский физико-химик, специалист в области теории адсорбции и реакций окисления. Магистр химии, профессор Императорское Московское техническое училище, ИМТУ (с 1911), Московского коммерческого института (с 1912), Московского университета (с 1917). В годы Первой мировой войны совместно с Н. Д. Зелинским и другими химиками работал над созданием средств противохимической защиты. Внёс огромный вклад в создание отечественной системы противогазовой защиты армии и гражданской обороны, разработав первую теорию действия противогаза и заложив основы специального обучения и противохимической защиты войск.

## Ранние годы
Родился 28 июня (10 июля) 1872 года в московской купеческой семье потомственного почётного гражданина. с золотой медалью окончил в 1890 году 5-ю Московскую гимназию, где увлёкся химией; в 1891 году поступил на физико-математический факультет Московского университета, который окончил с дипломом 1-й степени четыре года спустя. Был «оставлен при кафедре химии для подготовки к профессорскому званию».
В 1896—1897 годах работал в лейпцигской физико-химической лаборатории В. Ф. Оствальда. Весной 1898 года успешно сдал магистерские экзамены и в1899 году утверждён сверхштатным лаборантом по органической и аналитической химии Московского университета.
В 1901—1904 годах работал в Германии, в основном — в лаборатории В. Ф. Оствальда, а также в Гейдельберге, где располагалась физико-химическая лаборатория Юлиуса Лотара Мейера. Работал главным образом над вопросами катализа и сопряжённых реакций окисления. Вернувшись в Россию, в феврале 1906 года он защитил в Московском университете диссертацию на степень магистра химии «О сопряженных реакциях окисления» и стал приват-доцентом.

## Начало XX века
До 1907 года Шилов состоял в Московском университете лекционным ассистентом по органической химии. В 1907 году он также начал преподавательскую деятельность по совместительству в Московском инженерном училище, где проработал два года; 1 января 1908 года получил орден Св. Станислава 3-й степени.
Весной 1910 года Шилов получил внеочередной чин коллежского советника. С осени 1910 года начал читать эпизодические курсы химии в Императорском Московском техническом училище (ИМТУ) и Московском коммерческом институте (МКИ). С весны 1911 года — адъюнкт-профессора ИМТУ. В том же году Шилов уволился из Московского университета в связи с так называемым «Делом Кассо» и перешёл на основную работу в Императорское Московское техническое училище, где вёл курсы по неорганической химии. В феврале 1915 года он был утверждён профессором Московского технического института.
Одновременно, он продолжал работать в Московском коммерческом институте, читая им же разработанные курсы по общей и неорганической химии. В качестве учебной литературы использовал труды Вильгельма Оствальда «Введение в изучение химии» (Москва: Космос, 1910. — [8], 280 с.), «Основы теоретической химии» и «Основы неорганической химии», лично переведённые Шиловым с немецкого. В эти же годы он вёл активную просветительскую работу, делал многочисленные научные доклады в различных научных обществах, а также постоянно читал отдельные научно-популярные лекции и курсы по различным отделам химии в Москве (в частности, в лектории Политехнического музея) и городах провинции.
В начале 1912 года Шилов получил предложение директора Московского коммерческого института П. И. Новгородцева создать там кафедру физической химии, возглавить её и заняться оборудованием лабораторий, используя свои связи в Европе. В сентябре 1912 года он был избран сверхштатным экстраординарным профессором МКИ, сохраняя при этом ИМТУ своим официальным местом работы. Осенью того же года, занимаясь вопросами оснащения рентгенологической лаборатории института, Шилов ездил в лабораторию Марии Склодовской-Кюри, где провёл несколько месяцев. В феврале 1913 года оборудование, главным элементом которого был рентгеновский аппарат, уже было на пути ехало в Россию.
Работая в МКИ, Шилов активно участвовал в административных процессах института — в частности, летом 1913 года был назначен, по согласованию с Учебным отделом Министерства торговли и промышленности, заместителем директора «на случай кратковременных отлучек из Москвы директора и отсутствия деканов в летнее вакационное время»; 9 октября 1913 года Н. А. Шилов был избран на должность сверхштатного ординарного профессора МКИ; 4 января 1914 года награждён орденом Св. Анны III степени, 24 мая того же года получил чин статского советника.
В начале 1914 года Шилов вернулся к оснащению лаборатории по физической химии, и, используя свои связи в Германии и Франции, в конце концов связался с Эрнестом Резерфордом. В результате последовавших переговоров, была достигнута договорённость о создании для московского коммерческого института полной копии лаборатории Резерфорда в Манчестере. На реализацию проекта Шилов получил финансирование в объёме 10 тысяч рублей. В мае 1914 года, Шилов с семьёй отправился в Англию, где его и застала Первая мировая война.

## Первая мировая война
Семьи Шилова и Великого князя, используя дипломатические каналы, смогли вернуться на родину. Гораздо менее удачно сложилась судьба оборудования для лаборатории Коммерческого института, которое так и не прибыло в Россию, по всей видимости, погибнув вместе с перевозившим его судном.
Первая мировая война стала первой масштабной химической войной. Это не было неожиданным. Политические и дипломатические средства защиты от применения варварского оружия были предложены Россией ещё на Гаагской мирной конференции 1899 года. Однако, надежные индивидуальные средства защиты, тем более для массового использования, сделаны ещё не были. Не явилось ещё само слово — противогаз. Военная необходимость принудила к ускоренным действиям по их разработке, созданию, производству и внедрению.
Профессор Н. Д. Зелинский, исследуя методы абсорбции и открытый им способ получения активированного древесного угля с повышенными абсорбционными характеристиками, предложил (1915 г.) его использование в качестве средства индивидуальной защиты от отравляющих газов в виде противогаза: сперва в респираторах, затем со специальной маской, конструкция которой была разработана технологом М. И. Куммантом. Это и стали именовать, как противогаз Зелинского-Кумманта.
Преодоление бюрократических трудностей продолжалось более года. Испытания и внедрение проводились в боевых условиях. Этим заведовал ученик Зелинского, Н. А. Шилов. Фронтовая работа, изначально поставленная им на твёрдую научную основу, приносила полезные рекомендации и практические плоды. Из сотрудников этой лаборатории надо отметить Л. К. Лепинь, Н. И. Гаврилова, Н. А. Церевитинова, С. А. Вознесенского, М. А. Грановского. Важнейшим достижением школы, руководившейся Шиловым, нужно считать разработку теории послойной работы угольного фильтра, лежащей в основе расчета противогаза. Большую роль при подготовке военных химиков сыграли брошюры Л. А. Чутаева «Химические основы газового и противогазового дела», Н. А. Шилова «Газовая борьба с точки зрения химика» и ряд других брошюр. Разрабатывались системы обучения личного состава и методы привыкания работы в противогазах—палатки окуривания и полевые окуривания. Создан учебный фильм «Полевое окуривание». Будучи хорошим фотографом, составил наборы стереодиапозитивов.
Помимо научно-преподавательской деятельности, Шилов неоднократно выступал в Московском коммерческом институте с благотворительными публичными лекциями, сбор с которых шёл в пользу раненых и больных воинов в госпитале института. Также он занимался организацией использования рентгенологической лаборатории Коммерческого института институтским госпиталем, а также другими московскими госпиталями и клиниками Москвы.
В 1915—1917 годах участвовал в испытаниях и внедрении противогаза Зелинского-Кумманта на фронте. Под его руководством было организовано до 7 передвижных (на базе железнодорожных составов) лабораторий по проверке противогазов, изучению особенностей их эксплуатации, а также обучению личного состава. Им также была разработана система обучения солдат приёмам противохимической защиты, в том числе метод окуривания в палатках и окуривания в полевых условиях.
Работе Н. А. Шилова по противогазному делу предшествовала иная, так сказать противоположная, а именно по созданию аппарата для удобного и равномерного распыления удушающих газов. Такой аппарат был создан в 1915 году и в том же году проведены два полигонных испытания: 1 октября на авиационном поле близ Бронниц (позднее там был аэродром сельхозавиации), и 24 октября за Невой у села Ивановское под Петроградом.

## Послереволюционное время
В мае-июле 1918 года Шилов возглавлял первые опыты по промышленному уничтожению взрывчатых веществ и химического оружия на полигоне близ ст. Лианозово Московской железной дороги. Когда в 1918 году был создан Иваново-Вознесенский политехнический институт, Н. А. Шилов вместе с другими профессорами-химиками — Н. Д. Зелинским и И. А. Каблуковым — согласились приезжать в Иваново-Вознесенск для чтения лекций. По воспоминаниям П. П. Будникова: «…приглашаемые из Москвы профессора-консультанты Н. Д. Зелинский, И. А. Каблуков и Н. А. Шилов останавливались у меня. Это были приятные встречи и интересные, незабываемые беседы».
С 1924 года был профессором Московской горной академии. С 1928 года заведовал кафедрой противогазного дела в МВТУ.
Умер скоропостижно 17 августа 1930 года в Гаграх от приступа стенокардии во время отпуска. Тело было доставлено в Москву и кремировано 22 августа.

## Научные работы
Научные работы Николая Александровича Шилова в основном посвящены теории адсорбции и окислительно-восстановительным реакциям, кинетике сопряжённых реакций, изучению взаимодействия веществ, находящихся в реакционной системе. В своей магистерской диссертации «О сопряженных реакциях окисления», защищённой в 1901 году, Шилов систематизировал огромный экспериментальный материал по сопряжённым реакциям, построил основы их теории и разработал терминологию, применяемую до сих пор. Он ввёл в научный оборот представления о химической индукции и самоиндукции, связал их с понятиями катализа и аутокатализа. Кроме того, на основании теории о «сопряжении» реакций Шилов подошёл к обобщающим представлениям о природе гомогенного катализа.

### Наиболее заметные публикации
- Записки по объемному анализу. Пособие при первоначальном изучении методов титрования / Сост. Н. А. Шилов, магистр химии, приват-доцент Московского университета и преподаватель Московского инженерного училища.. — М.: Скл. изд. у авт., 1908. — 131 с.

В 1929 году создал препарат гиперсол для лечения гипертонии и атеросклероза и объяснил механизм его действия на организм человека.

## Ученики
- М. М. Дубинин
- А. В. Киселёв
- К. В. Чмутов
- С. А. Вознесенский
- Л. К. Лепинь

## Личная жизнь
27 апреля 1897 года 25-летний Шилов женился на Вере Николаевне Абрикосовой, с которой познакомился годом ранее. Отец Веры, Николай Абрикосов, представитель известной торгово-промышленной семьи, совладелец кондитерской фабрикой «Т-во А. И. Абрикосова сыновей» (ныне концерн «Бабаевский»), являлся также членом и бессменным казначеем Психологического общества при Университете, а также членом редколлегии и издателем журнала «Вопросы философии и психологии» — первого в России издания данной тематики.
Вера Николаевна Шилова (Абрикосова) училась в одной гимназии и дружила с Натальей Сергеевной Шереметьевской, женой Великого князя Михаила Александровича (в замужестве получила титул «княгиня Брасова»). Так как морганатический брак Великого князя с дважды разведённой дочерью адвоката при дворе не одобрялся, супругам воспрещалось возвращение в Россию, и с осени 1913 года они жили в Англии, в поместье-замке Небуорт-хаус (англ. Knebworth House), графство Хартфордшир, невдалеке от Лондона. Летом 1914 года супруги Шиловы гостили в Небуорт-хаусе по приглашению Натальи Сергеевны и Михаила Александровича, и после начала Первой мировой войны возвращались в Россию вместе с семьёй Великого князя через «северный коридор» (Голландию, Норвегию, Швецию и Финляндию).
Дети Николая Александровича и Веры Николаевны Шиловых:
1. Ирина (1898—1958). Вышла замуж в 1918 году за Бориса Сергеевича Стечкина, впоследствии — выдающегося учёного и конструктора тепловых и авиационных двигателей, академика АН СССР;
2. Александр (1899—1909);
3. Марина (1908—1930). Детей не имела.

С середины 1910-х годов Шиловы жили в Мыльниковом переулке, д. 9, кв. 10 (в доме напротив жил Н. Е. Жуковский).
Николай Александрович Шилов был большим фотолюбителем, имел внушительную коллекцию фототехники и занимался исследованиями в области фотографических процессов. Оставил после себя обширную коллекцию фотоснимков, в том числе стереографических.